# Eulepidoptera
|Eulepidoptera je odeljenje lepidoptera u infraredu Heteroneura.
Oko 98% opisanih vrsta Lepidoptera pripada Ditrysia.

## Literatura
- Van Nieukerken, E.J. et al. 2011: Order Lepidoptera Linnaeus, 1758. In: Zhang, Z.-Q. (ed.) 2011: Animal biodiversity: an outline of higher-level classification and survey of taxonomic richness. Zootaxa, 3148: 212–221